# Olympische Sommerspiele 2020/Wasserball – Männer
Das olympische Männerturnier im Wasserball bei den Olympischen Sommerspielen 2020 in Tokio fand vom 25. Juli bis zum 8. August 2021 statt. Austragungsort war das Tatsumi International Swimming Centre.
Insgesamt nahmen zwölf Mannschaften teil. Es gab zwei Vorrundengruppen mit je sechs Teams; jedes Team spielte einmal gegen die anderen fünf. Die vier Bestplatzierten beider Gruppen spielten im Viertelfinale über Kreuz gegeneinander. Die Viertelfinalsieger rückten ins Halbfinale vor, während die Verlierer der Viertelfinales Platzierungsspiele austrugen. Schließlich spielten die Sieger des Halbfinales um die Goldmedaille, die Verlierer um die Bronzemedaille.

## Qualifikation
| Qualifikationswettbewerb            | Datum                  | Ort          | Plätze | Qualifizierte Teams |
| ----------------------------------- | ---------------------- | ------------ | ------ | ------------------- |
| Gastgeber                           | 7. September 2013      | Buenos Aires | 1      | Japan               |
| Asienspiele 2018                    | 4.–10. August 2018     | Jakarta      | 1      | Kasachstan          |
| FINA World League 2019              | 18.–23. Juni 2019      | Belgrad      | 1      | Serbien             |
| Wasserball-Weltmeisterschaften 2019 | 12.–28. Juli 2019      | Gwangju      | 2      | Italien             |
| Wasserball-Weltmeisterschaften 2019 | 12.–28. Juli 2019      | Gwangju      | 2      | Spanien             |
| Panamerikanische Spiele 2019        | 26.–11. August 2019    | Lima         | 1      | Vereinigte Staaten  |
| Ozeanien Selektion                  | —                      | —            | 1      | Australien          |
| Afrika-Selektion                    | —                      | —            | 1      | Südafrika           |
| Wasserball-Europameisterschaft 2020 | 12.–26. Januar 2020    | Budapest     | 1      | Ungarn              |
| Olympia-Qualifikationsturnier       | 14.–21. Februar 2021 1 | Rotterdam    | 3      | Griechenland        |
| Olympia-Qualifikationsturnier       | 14.–21. Februar 2021 1 | Rotterdam    | 3      | Kroatien            |
| Olympia-Qualifikationsturnier       | 14.–21. Februar 2021 1 | Rotterdam    | 3      | Montenegro          |
| Gesamt                              | Gesamt                 | Gesamt       | 12     | 12                  |

## Titelträger
| Olympiasieger | Serbien | Rio de Janeiro 2016 |
| Weltmeister   | Italien | Gwangju 2019        |

## Spielplan

### Vorrunde

#### Gruppe A
| Platz | Team               | Spiele | Siege | Unent. | Ndlg. | Tore   | Diff. | Punkte |
| ----- | ------------------ | ------ | ----- | ------ | ----- | ------ | ----- | ------ |
| 1.    | Griechenland       | 5      | 4     | 1      | 0     | 68:34  | +34   | 9      |
| 2.    | Italien            | 5      | 3     | 2      | 0     | 60:32  | +28   | 8      |
| 3.    | Ungarn             | 5      | 3     | 1      | 1     | 64:35  | +29   | 7      |
| 4.    | Vereinigte Staaten | 5      | 2     | 0      | 3     | 59:53  | +6    | 4      |
| 5.    | Japan              | 5      | 1     | 0      | 4     | 65:66  | −1    | 2      |
| 6.    | Südafrika          | 5      | 0     | 0      | 5     | 20:116 | −96   | 0      |

| 25. Juli 2021 10:00 Uhr | Südafrika                      | 2:21                 | Italien                  | Tatsumi Water Polo Centre , Tokio Schiedsrichter: Viktor Salnichenko (KAZ), Stanko Ivanovski (MNE) |
| 25. Juli 2021 10:00 Uhr | meiste Tore: Stone, Rezelman 1 | (0:2, 2:8, 0:7, 0:4) | meiste Tore: Di Fulvio 5 | Tatsumi Water Polo Centre , Tokio Schiedsrichter: Viktor Salnichenko (KAZ), Stanko Ivanovski (MNE) |
| 25. Juli 2021 10:00 Uhr |                                |                      |                          | Tatsumi Water Polo Centre , Tokio Schiedsrichter: Viktor Salnichenko (KAZ), Stanko Ivanovski (MNE) |

| 25. Juli 2021 11:30 Uhr | Ungarn                        | 9:10                 | Griechenland              | Tatsumi Water Polo Centre , Tokio Schiedsrichter: Michiel Zwart (NED), Vojin Putniković (SRB) |
| 25. Juli 2021 11:30 Uhr | meiste Tore: Erdélyi, Varga 3 | (3:2, 3:4, 2:3, 1:1) | meiste Tore: Fountoulis 3 | Tatsumi Water Polo Centre , Tokio Schiedsrichter: Michiel Zwart (NED), Vojin Putniković (SRB) |
| 25. Juli 2021 11:30 Uhr |                               |                      |                           | Tatsumi Water Polo Centre , Tokio Schiedsrichter: Michiel Zwart (NED), Vojin Putniković (SRB) |

| 25. Juli 2021 14:00 Uhr | Vereinigte Staaten   | 15:13                | Japan                               | Tatsumi Water Polo Centre , Tokio Schiedsrichter: Sébastien Dervieux (FRA), Arkady Voevodin (ROC) |
| 25. Juli 2021 14:00 Uhr | meiste Tore: Bowen 5 | (3:3, 4:5, 4:2, 4:3) | meiste Tore: Adachi, Inaba, Shiga 3 | Tatsumi Water Polo Centre , Tokio Schiedsrichter: Sébastien Dervieux (FRA), Arkady Voevodin (ROC) |
| 25. Juli 2021 14:00 Uhr |                      |                      |                                     | Tatsumi Water Polo Centre , Tokio Schiedsrichter: Sébastien Dervieux (FRA), Arkady Voevodin (ROC) |

| 27. Juli 2021 10:00 Uhr | Südafrika                                  | 3:20                 | Vereinigte Staaten     | Tatsumi Water Polo Centre , Tokio Zuschauer: Zhang Liang (CHN), Vojin Putniković (MNE) |
| 27. Juli 2021 10:00 Uhr | meiste Tore: Badenhorst, Evezard, Margro 1 | (0:3, 1:9, 1:3, 1:5) | meiste Tore: Hallock 4 | Tatsumi Water Polo Centre , Tokio Zuschauer: Zhang Liang (CHN), Vojin Putniković (MNE) |
| 27. Juli 2021 10:00 Uhr |                                            |                      |                        | Tatsumi Water Polo Centre , Tokio Zuschauer: Zhang Liang (CHN), Vojin Putniković (MNE) |

| 27. Juli 2021 15:30 Uhr | Italien                          | 6:6                  | Griechenland                                                                              | Tatsumi Water Polo Centre , Tokio Schiedsrichter: Xevi Buch (ESP), Stanko Ivanovski (MNE) |
| 27. Juli 2021 15:30 Uhr | meiste Tore: Aicardi, Figlioli 2 | (1:1, 1:1, 0:4, 4:0) | meiste Tore: Genidounias, Mourikis, Kapotsis, Papanastasiou, Argyropoulos, Vlachopoulos 1 | Tatsumi Water Polo Centre , Tokio Schiedsrichter: Xevi Buch (ESP), Stanko Ivanovski (MNE) |
| 27. Juli 2021 15:30 Uhr |                                  |                      |                                                                                           | Tatsumi Water Polo Centre , Tokio Schiedsrichter: Xevi Buch (ESP), Stanko Ivanovski (MNE) |

| 27. Juli 2021 18:20 Uhr | Japan                       | 11:16                | Ungarn                 | Tatsumi Water Polo Centre , Tokio Schiedsrichter: Michiel Zwart (NED), Nenad Periš (CRO) |
| 27. Juli 2021 18:20 Uhr | meiste Tore: Inaba, Okawa 3 | (3:4, 5:4, 2:5, 1:3) | meiste Tore: Zalánki 4 | Tatsumi Water Polo Centre , Tokio Schiedsrichter: Michiel Zwart (NED), Nenad Periš (CRO) |
| 27. Juli 2021 18:20 Uhr |                             |                      |                        | Tatsumi Water Polo Centre , Tokio Schiedsrichter: Michiel Zwart (NED), Nenad Periš (CRO) |

| 29. Juli 2021 10:00 Uhr | Ungarn                  | 23:1                 | Südafrika            | Tatsumi Water Polo Centre , Tokio Schiedsrichter: Daniel Daners (URU), Germán Moller (ARG) |
| 29. Juli 2021 10:00 Uhr | meiste Tore: Manhercz 5 | (4:0, 5:0, 8:0, 6:1) | meiste Tore: Rodda 1 | Tatsumi Water Polo Centre , Tokio Schiedsrichter: Daniel Daners (URU), Germán Moller (ARG) |
| 29. Juli 2021 10:00 Uhr |                         |                      |                      | Tatsumi Water Polo Centre , Tokio Schiedsrichter: Daniel Daners (URU), Germán Moller (ARG) |

| 29. Juli 2021 14:00 Uhr | Vereinigte Staaten                          | 11:12                | Italien                  | Tatsumi Water Polo Centre , Tokio Schiedsrichter: Sébastien Dervieux (FRA), Xevi Buch (ESP) |
| 29. Juli 2021 14:00 Uhr | meiste Tore: Bowen, Cupido, Irving, Obert 2 | (4:2, 3:3, 2:3, 2:4) | meiste Tore: Di Fulvio 5 | Tatsumi Water Polo Centre , Tokio Schiedsrichter: Sébastien Dervieux (FRA), Xevi Buch (ESP) |
| 29. Juli 2021 14:00 Uhr |                                             |                      |                          | Tatsumi Water Polo Centre , Tokio Schiedsrichter: Sébastien Dervieux (FRA), Xevi Buch (ESP) |

| 29. Juli 2021 18:20 Uhr | Griechenland                         | 10:9                 | Japan                 | Tatsumi Water Polo Centre , Tokio Schiedsrichter: Adrian Alexandrescu (ROU), Vojin Putniković (MNE) |
| 29. Juli 2021 18:20 Uhr | meiste Tore: Genidounias, Kapotsis 3 | (1:1, 4:4, 2:1, 3:3) | meiste Tore: Adachi 3 | Tatsumi Water Polo Centre , Tokio Schiedsrichter: Adrian Alexandrescu (ROU), Vojin Putniković (MNE) |
| 29. Juli 2021 18:20 Uhr |                                      |                      |                       | Tatsumi Water Polo Centre , Tokio Schiedsrichter: Adrian Alexandrescu (ROU), Vojin Putniković (MNE) |

| 31. Juli 2021 14:00 Uhr | Vereinigte Staaten            | 8:11                 | Ungarn                  | Tatsumi Water Polo Centre , Tokio Schiedsrichter: Xevi Buch (ESP), Arkady Voevodin (ROC) |
| 31. Juli 2021 14:00 Uhr | meiste Tore: Bowen, Hallock 2 | (1:2, 3:3, 0:3, 4:3) | meiste Tore: Manhercz 3 | Tatsumi Water Polo Centre , Tokio Schiedsrichter: Xevi Buch (ESP), Arkady Voevodin (ROC) |
| 31. Juli 2021 14:00 Uhr |                               |                      |                         | Tatsumi Water Polo Centre , Tokio Schiedsrichter: Xevi Buch (ESP), Arkady Voevodin (ROC) |

| 31. Juli 2021 18:20 Uhr | Italien                          | 16:8                 | Japan                | Tatsumi Water Polo Centre , Tokio Schiedsrichter: Stanko Ivanovski (MNE), Nenad Periš (CRO) |
| 31. Juli 2021 18:20 Uhr | meiste Tore: Bodegas, Figlioli 3 | (5:0, 3:3, 3:1, 5:4) | meiste Tore: Inaba 3 | Tatsumi Water Polo Centre , Tokio Schiedsrichter: Stanko Ivanovski (MNE), Nenad Periš (CRO) |
| 31. Juli 2021 18:20 Uhr |                                  |                      |                      | Tatsumi Water Polo Centre , Tokio Schiedsrichter: Stanko Ivanovski (MNE), Nenad Periš (CRO) |

| 31. Juli 2021 19:50 Uhr | Südafrika            | 5:28                 | Griechenland              | Tatsumi Water Polo Centre , Tokio Schiedsrichter: John Waldow (NZL), Zhang Liang (CHN) |
| 31. Juli 2021 19:50 Uhr | meiste Tore: Stone 2 | (1:7, 2:5, 1:7, 1:9) | meiste Tore: Fountoulis 5 | Tatsumi Water Polo Centre , Tokio Schiedsrichter: John Waldow (NZL), Zhang Liang (CHN) |
| 31. Juli 2021 19:50 Uhr |                      |                      |                           | Tatsumi Water Polo Centre , Tokio Schiedsrichter: John Waldow (NZL), Zhang Liang (CHN) |

| 2. August 2021 | Ungarn               | 5:5                  | Italien                 | Tatsumi Water Polo Centre , Tokio Schiedsrichter: Xevi Buch (ESP), Arkady Voevodin (ROC) |
| 2. August 2021 | meiste Tore: Varga 3 | (2:1, 2:1, 1:1, 0:2) | meiste Tore: Figlioli 2 | Tatsumi Water Polo Centre , Tokio Schiedsrichter: Xevi Buch (ESP), Arkady Voevodin (ROC) |
| 2. August 2021 |                      |                      |                         | Tatsumi Water Polo Centre , Tokio Schiedsrichter: Xevi Buch (ESP), Arkady Voevodin (ROC) |

| 2. August 2021 11:30 Uhr | Griechenland               | 14:5                 | Vereinigte Staaten   | Tatsumi Water Polo Centre , Tokio Schiedsrichter: Adrian Alexandrescu (ROU), Michiel Zwart (NED) |
| 2. August 2021 11:30 Uhr | meiste Tore: Genidounias 5 | (4:1, 2:2, 5:2, 3:0) | meiste Tore: Obert 2 | Tatsumi Water Polo Centre , Tokio Schiedsrichter: Adrian Alexandrescu (ROU), Michiel Zwart (NED) |
| 2. August 2021 11:30 Uhr |                            |                      |                      | Tatsumi Water Polo Centre , Tokio Schiedsrichter: Adrian Alexandrescu (ROU), Michiel Zwart (NED) |

| 2. August 2021 18:20 Uhr | Japan                       | 24:9                 | Südafrika            | Tatsumi Water Polo Centre , Tokio Schiedsrichter: John Waldow (NZL), Vojin Putniković (SRB) |
| 2. August 2021 18:20 Uhr | meiste Tore: Adachi, Arai 4 | (5:4, 7:4, 6:1, 6:0) | meiste Tore: Neill 4 | Tatsumi Water Polo Centre , Tokio Schiedsrichter: John Waldow (NZL), Vojin Putniković (SRB) |
| 2. August 2021 18:20 Uhr |                             |                      |                      | Tatsumi Water Polo Centre , Tokio Schiedsrichter: John Waldow (NZL), Vojin Putniković (SRB) |

#### Gruppe B
| Platz | Team       | Spiele | Siege | Unent. | Ndlg. | Tore  | Diff. | Punkte |
| ----- | ---------- | ------ | ----- | ------ | ----- | ----- | ----- | ------ |
| 1.    | Spanien    | 5      | 5     | 0      | 0     | 61:31 | +30   | 10     |
| 2.    | Kroatien   | 5      | 3     | 0      | 2     | 62:46 | +16   | 6      |
| 3.    | Serbien    | 5      | 3     | 0      | 2     | 70:46 | +24   | 6      |
| 4.    | Montenegro | 5      | 2     | 0      | 3     | 54:56 | −2    | 4      |
| 5.    | Australien | 5      | 2     | 0      | 3     | 49:60 | −11   | 4      |
| 6.    | Kasachstan | 5      | 0     | 0      | 5     | 35:92 | −57   | 0      |

| 25. Juli 2021 15:30 Uhr | Australien              | 10:15                | Montenegro              | Tatsumi Water Polo Centre, Tokio Schiedsrichter: Adrian Alexandrescu (ROU), Alessandro Severo (ITA) |
| 25. Juli 2021 15:30 Uhr | meiste Tore: Ukropina 4 | (5:4, 2:2, 1:4, 2:5) | meiste Tore: Campbell 3 | Tatsumi Water Polo Centre, Tokio Schiedsrichter: Adrian Alexandrescu (ROU), Alessandro Severo (ITA) |
| 25. Juli 2021 15:30 Uhr |                         |                      |                         | Tatsumi Water Polo Centre, Tokio Schiedsrichter: Adrian Alexandrescu (ROU), Alessandro Severo (ITA) |

| 25. Juli 2021 18:20 Uhr | Serbien                                             | 12:13                | Spanien                 | Tatsumi Water Polo Centre, Tokio Schiedsrichter: Michael Goldenberg (USA), Georgios Stavridis (GRE) |
| 25. Juli 2021 18:20 Uhr | meiste Tore: Filipović, Jakšić, Lazić, Pijetlović 2 | (3:3, 3:5, 3:2, 3:3) | meiste Tore: Munárriz 4 | Tatsumi Water Polo Centre, Tokio Schiedsrichter: Michael Goldenberg (USA), Georgios Stavridis (GRE) |
| 25. Juli 2021 18:20 Uhr |                                                     |                      |                         | Tatsumi Water Polo Centre, Tokio Schiedsrichter: Michael Goldenberg (USA), Georgios Stavridis (GRE) |

| 25. Juli 2021 19:50 Uhr | Kroatien               | 23:7                 | Kasachstan                | Tatsumi Water Polo Centre, Tokio Schiedsrichter: Dion Willis (RSA), Frank Ohme (GER) |
| 25. Juli 2021 19:50 Uhr | meiste Tore: Joković 5 | (4:1, 6:3, 8:1, 5:2) | meiste Tore: Vuksanović 3 | Tatsumi Water Polo Centre, Tokio Schiedsrichter: Dion Willis (RSA), Frank Ohme (GER) |
| 25. Juli 2021 19:50 Uhr |                        |                      |                           | Tatsumi Water Polo Centre, Tokio Schiedsrichter: Dion Willis (RSA), Frank Ohme (GER) |

| 27. Juli 2021 11:30 Uhr | Montenegro              | 6:8                  | Spanien                                     | Tatsumi Water Polo Centre, Tokio Schiedsrichter: Sébastien Dervieux (FRA), Georgios Stavridis (GRE) |
| 27. Juli 2021 11:30 Uhr | meiste Tore: Matković 3 | (2:3, 1:2, 2:2, 1:1) | meiste Tore: Granados Mallarach, Sanahuja 2 | Tatsumi Water Polo Centre, Tokio Schiedsrichter: Sébastien Dervieux (FRA), Georgios Stavridis (GRE) |
| 27. Juli 2021 11:30 Uhr |                         |                      |                                             | Tatsumi Water Polo Centre, Tokio Schiedsrichter: Sébastien Dervieux (FRA), Georgios Stavridis (GRE) |

| 27. Juli 2021 14:00 Uhr | Kasachstan                          | 5:19                 | Serbien                   | Tatsumi Water Polo Centre, Tokio Schiedsrichter: Adrian Alexandrescu (ROU), György Kun (HUN) |
| 27. Juli 2021 14:00 Uhr | meiste Tore: Medwedew, Vuksanović 2 | (2:4, 1:3, 2:6, 0:6) | meiste Tore: Pijetlović 4 | Tatsumi Water Polo Centre, Tokio Schiedsrichter: Adrian Alexandrescu (ROU), György Kun (HUN) |
| 27. Juli 2021 14:00 Uhr |                                     |                      |                           | Tatsumi Water Polo Centre, Tokio Schiedsrichter: Adrian Alexandrescu (ROU), György Kun (HUN) |

| 27. Juli 2021 19:50 Uhr | Australien              | 11:8                 | Kroatien               | Tatsumi Water Polo Centre, Tokio Schiedsrichter: Frank Ohme (GER), Michael Goldenberg (USA) |
| 27. Juli 2021 19:50 Uhr | meiste Tore: Campbell 3 | (3:3, 2:0, 2:3, 4:2) | meiste Tore: Joković 3 | Tatsumi Water Polo Centre, Tokio Schiedsrichter: Frank Ohme (GER), Michael Goldenberg (USA) |
| 27. Juli 2021 19:50 Uhr |                         |                      |                        | Tatsumi Water Polo Centre, Tokio Schiedsrichter: Frank Ohme (GER), Michael Goldenberg (USA) |

| 29. Juli 2021 11:30 Uhr | Spanien                 | 16:4                 | Kasachstan                | Tatsumi Water Polo Centre, Tokio Schiedsrichter: Michael Goldenberg (USA), Dion Willis (RSA) |
| 29. Juli 2021 11:30 Uhr | meiste Tore: Granados 5 | (3:0, 3:0, 5:2, 5:2) | meiste Tore: Vuksanović 2 | Tatsumi Water Polo Centre, Tokio Schiedsrichter: Michael Goldenberg (USA), Dion Willis (RSA) |
| 29. Juli 2021 11:30 Uhr |                         |                      |                           | Tatsumi Water Polo Centre, Tokio Schiedsrichter: Michael Goldenberg (USA), Dion Willis (RSA) |

| 29. Juli 2021 15:30 Uhr | Kroatien               | 13:8                 | Montenegro                        | Tatsumi Water Polo Centre, Tokio Schiedsrichter: Arkady Voevodin (ROC), György Kun (MNE) |
| 29. Juli 2021 15:30 Uhr | meiste Tore: Fatović 3 | (1:1, 6:4, 4:3, 2:0) | meiste Tore: Matković, Perković 2 | Tatsumi Water Polo Centre, Tokio Schiedsrichter: Arkady Voevodin (ROC), György Kun (MNE) |
| 29. Juli 2021 15:30 Uhr |                        |                      |                                   | Tatsumi Water Polo Centre, Tokio Schiedsrichter: Arkady Voevodin (ROC), György Kun (MNE) |

| 29. Juli 2021 19:50 Uhr | Serbien               | 14:8                 | Australien             | Tatsumi Water Polo Centre, Tokio Schiedsrichter: Frank Ohme (GER), Georgios Stavridis (GRE) |
| 29. Juli 2021 19:50 Uhr | meiste Tore: Mandić 4 | (6:0, 4:1, 1:2, 3:5) | meiste Tore: Edwards 2 | Tatsumi Water Polo Centre, Tokio Schiedsrichter: Frank Ohme (GER), Georgios Stavridis (GRE) |
| 29. Juli 2021 19:50 Uhr |                       |                      |                        | Tatsumi Water Polo Centre, Tokio Schiedsrichter: Frank Ohme (GER), Georgios Stavridis (GRE) |

| 31. Juli 2021 10:00 Uhr | Montenegro                               | 19:12                | Kasachstan           | Tatsumi Water Polo Centre, Tokio Schiedsrichter: Frank Ohme (GER), Georgios Stavridis (GRE) |
| 31. Juli 2021 10:00 Uhr | meiste Tore: Brguljan Ivović, Perković 4 | (5:3, 6:3, 3:3, 5:3) | meiste Tore: Ruday 3 | Tatsumi Water Polo Centre, Tokio Schiedsrichter: Frank Ohme (GER), Georgios Stavridis (GRE) |
| 31. Juli 2021 10:00 Uhr |                                          |                      |                      | Tatsumi Water Polo Centre, Tokio Schiedsrichter: Frank Ohme (GER), Georgios Stavridis (GRE) |

| 31. Juli 2021 11:30 Uhr | Australien                      | 5:16                 | Spanien                 | Tatsumi Water Polo Centre, Tokio Schiedsrichter: Adrian Alexandrescu (ROU), Sébastien Dervieux (FRA) |
| 31. Juli 2021 11:30 Uhr | meiste Tore: Edwards, Younger 2 | (2:4, 1:4, 2:5, 0:3) | meiste Tore: Granados 4 | Tatsumi Water Polo Centre, Tokio Schiedsrichter: Adrian Alexandrescu (ROU), Sébastien Dervieux (FRA) |
| 31. Juli 2021 11:30 Uhr |                                 |                      |                         | Tatsumi Water Polo Centre, Tokio Schiedsrichter: Adrian Alexandrescu (ROU), Sébastien Dervieux (FRA) |

| 31. Juli 2021 15:30 Uhr | Kroatien                          | 14:12                | Serbien               | Tatsumi Water Polo Centre, Tokio Schiedsrichter: Michael Goldenberg (USA), Michiel Zwart (NED) |
| 31. Juli 2021 15:30 Uhr | meiste Tore: Joković, Obradović 4 | (5:3, 1:1, 4:4, 4:4) | meiste Tore: Jakšić 3 | Tatsumi Water Polo Centre, Tokio Schiedsrichter: Michael Goldenberg (USA), Michiel Zwart (NED) |
| 31. Juli 2021 15:30 Uhr |                                   |                      |                       | Tatsumi Water Polo Centre, Tokio Schiedsrichter: Michael Goldenberg (USA), Michiel Zwart (NED) |

| 2. August 2021 14:00 Uhr | Serbien                  | 13:6                 | Montenegro            | Tatsumi Water Polo Centre, Tokio Schiedsrichter: Alessandro Severo (ITA), Frank Ohme (GER) |
| 2. August 2021 14:00 Uhr | meiste Tore: Filipović 3 | (6:1, 2:1, 3:2, 2:2) | meiste Tore: Ivović 3 | Tatsumi Water Polo Centre, Tokio Schiedsrichter: Alessandro Severo (ITA), Frank Ohme (GER) |
| 2. August 2021 14:00 Uhr |                          |                      |                       | Tatsumi Water Polo Centre, Tokio Schiedsrichter: Alessandro Severo (ITA), Frank Ohme (GER) |

| 2. August 2021 15:30 Uhr | Spanien                 | 8:4                  | Kroatien             | Tatsumi Water Polo Centre, Tokio Schiedsrichter: Georgios Stavridis (GRE), György Kun (HUN) |
| 2. August 2021 15:30 Uhr | meiste Tore: Granados 2 | (2:1, 1:0, 4:2, 1:1) | meiste Tore: Bukić 2 | Tatsumi Water Polo Centre, Tokio Schiedsrichter: Georgios Stavridis (GRE), György Kun (HUN) |
| 2. August 2021 15:30 Uhr |                         |                      |                      | Tatsumi Water Polo Centre, Tokio Schiedsrichter: Georgios Stavridis (GRE), György Kun (HUN) |

| 2. August 2021 19:50 Uhr | Australien            | 15:7                 | Kasachstan                        | Tatsumi Water Polo Centre, Tokio Schiedsrichter: Germán Moller (ARG), Michael Goldenberg (USA) |
| 2. August 2021 19:50 Uhr | meiste Tore: Howden 5 | (4:1, 3:0, 5:2, 3:4) | meiste Tore: Shakenov, Ukumanov 2 | Tatsumi Water Polo Centre, Tokio Schiedsrichter: Germán Moller (ARG), Michael Goldenberg (USA) |
| 2. August 2021 19:50 Uhr |                       |                      |                                   | Tatsumi Water Polo Centre, Tokio Schiedsrichter: Germán Moller (ARG), Michael Goldenberg (USA) |

### Finalrunde
|  | Viertelfinale      | Viertelfinale |              |           | Halbfinale       | Halbfinale |  |  | Finale    | Finale    |
|  |                    |               |              |           |                  |            |  |  |           |           |
|  | 4. August          |               |              |           |                  |            |  |  |           |           |
|  | Griechenland       | 10            |              |           |                  |            |  |  |           |           |
|  | Griechenland       | 10            | 6. August    |           |                  |            |  |  |           |           |
|  | Montenegro         | 4             |              |           |                  |            |  |  |           |           |
|  | Montenegro         | 4             | Griechenland | 9         |                  |            |  |  |           |           |
|  |                    |               | Griechenland | 9         |                  |            |  |  |           |           |
|  |                    | Ungarn        | 6            |           |                  |            |  |  |           |           |
|  | Kroatien           | Ungarn        | 6            | 11        |                  |            |  |  |           |           |
|  | Kroatien           |               |              | 11        |                  |            |  |  |           |           |
|  | Ungarn             | 15            |              | 8. August | 8. August        |            |  |  |           |           |
|  | 4. August          | 4. August     | Griechenland | 10        |                  |            |  |  |           |           |
|  | 4. August          | 4. August     |              | Serbien   | 13               |            |  |  |           |           |
|  | Italien            | 6             |              |           |                  |            |  |  |           |           |
|  | Serbien            | 10            |              |           |                  |            |  |  |           |           |
|  | Serbien            | 10            | Serbien      | 10        |                  |            |  |  |           |           |
|  |                    |               | Serbien      | 10        | Spiel um Platz 3 |            |  |  |           |           |
|  |                    | Spanien       | 9            |           |                  |            |  |  |           |           |
|  | Spanien            | Spanien       | 9            | 12        | Ungarn           | 9          |  |  |           |           |
|  | Spanien            | 6. August     |              | 12        | Ungarn           | 9          |  |  |           |           |
|  | Vereinigte Staaten | 8             |              | Spanien   | 5                |            |  |  |           |           |
|  | Vereinigte Staaten | 8             |              |           | 5                |            |  |  |           |           |
|  | 4. August          | 4. August     |              |           |                  |            |  |  | 8. August | 8. August |

#### Viertelfinale
| 4. August 2021 14:00 Uhr | Vereinigte Staaten   | 8:12                 | Spanien                                                | Tatsumi Water Polo Centre, Tokio Schiedsrichter: Michiel Zwart (NED), György Kun (HUN) |
| 4. August 2021 14:00 Uhr | meiste Tore: Daube 3 | (3:3, 3:3, 0:1, 2:5) | meiste Tore: Fernández, Granados, Munárriz, Sanahuja 2 | Tatsumi Water Polo Centre, Tokio Schiedsrichter: Michiel Zwart (NED), György Kun (HUN) |
| 4. August 2021 14:00 Uhr |                      |                      |                                                        | Tatsumi Water Polo Centre, Tokio Schiedsrichter: Michiel Zwart (NED), György Kun (HUN) |

| 4. August 2021 15:30 Uhr | Griechenland               | 10:4                 | Montenegro            | Tatsumi Water Polo Centre, Tokio Schiedsrichter: Adrian Alexandrescu (ROU), Alessandro Severo (ITA) |
| 4. August 2021 15:30 Uhr | meiste Tore: Genidounias 5 | (1:0, 2:1, 3:1, 4:2) | meiste Tore: Ivović 2 | Tatsumi Water Polo Centre, Tokio Schiedsrichter: Adrian Alexandrescu (ROU), Alessandro Severo (ITA) |
| 4. August 2021 15:30 Uhr |                            |                      |                       | Tatsumi Water Polo Centre, Tokio Schiedsrichter: Adrian Alexandrescu (ROU), Alessandro Severo (ITA) |

| 4. August 2021 18:20 Uhr | Italien                   | 6:10                 | Serbien                  | Tatsumi Water Polo Centre, Tokio Schiedsrichter: Arkady Voevodin (RUS), Georgios Stavridis (GRE) |
| 4. August 2021 18:20 Uhr | meiste Tore: Presciutti 2 | (2:5, 1:4, 1:0, 2:1) | meiste Tore: Filipović 3 | Tatsumi Water Polo Centre, Tokio Schiedsrichter: Arkady Voevodin (RUS), Georgios Stavridis (GRE) |
| 4. August 2021 18:20 Uhr |                           |                      |                          | Tatsumi Water Polo Centre, Tokio Schiedsrichter: Arkady Voevodin (RUS), Georgios Stavridis (GRE) |

| 4. August 2021 19:50 Uhr | Ungarn                  | 15:11                | Kroatien             | Tatsumi Water Polo Centre, Tokio Schiedsrichter: Sébastien Dervieux (FRA), Frank Ohme (GER) |
| 4. August 2021 19:50 Uhr | meiste Tore: Manhercz 7 | (2:3, 5:2, 4:3, 4:3) | meiste Tore: Bukić 4 | Tatsumi Water Polo Centre, Tokio Schiedsrichter: Sébastien Dervieux (FRA), Frank Ohme (GER) |
| 4. August 2021 19:50 Uhr |                         |                      |                      | Tatsumi Water Polo Centre, Tokio Schiedsrichter: Sébastien Dervieux (FRA), Frank Ohme (GER) |

#### Halbfinale
| 6. August 2021 15:30 Uhr | Griechenland                | 9:6                  | Ungarn                  | Tatsumi Water Polo Centre, Tokio Schiedsrichter: Michael Goldenberg (USA), Arkady Voevodin (ROC) |
| 6. August 2021 15:30 Uhr | meiste Tore: Argyropoulos 4 | (2:1, 1:1, 2:2, 4:2) | meiste Tore: Manhercz 2 | Tatsumi Water Polo Centre, Tokio Schiedsrichter: Michael Goldenberg (USA), Arkady Voevodin (ROC) |
| 6. August 2021 15:30 Uhr |                             |                      |                         | Tatsumi Water Polo Centre, Tokio Schiedsrichter: Michael Goldenberg (USA), Arkady Voevodin (ROC) |

| 6. August 2021 19:50 Uhr | Serbien               | 10:9                 | Spanien                                            | Tatsumi Water Polo Centre, Tokio Schiedsrichter: Adrian Alexandrescu (ROU), Michiel Zwart (NED) |
| 6. August 2021 19:50 Uhr | meiste Tore: Mandić 3 | (2:0, 2:5, 1:2, 5:2) | meiste Tore: Mallarach, Alberto Munárriz, Tahull 2 | Tatsumi Water Polo Centre, Tokio Schiedsrichter: Adrian Alexandrescu (ROU), Michiel Zwart (NED) |
| 6. August 2021 19:50 Uhr |                       |                      |                                                    | Tatsumi Water Polo Centre, Tokio Schiedsrichter: Adrian Alexandrescu (ROU), Michiel Zwart (NED) |

#### Platzierungsspiele 5–8
| 6. August 2021 14:00 Uhr | Montenegro               | 10:12                | Kroatien              | Tatsumi Water Polo Centre, Tokio Schiedsrichter: Viktor Salnichenko (KAZ), György Kun (HUN) |
| 6. August 2021 14:00 Uhr | meiste Tore: Vukičević 3 | (0:1, 4:5, 3:3, 3:3) | meiste Tore: Ivović 3 | Tatsumi Water Polo Centre, Tokio Schiedsrichter: Viktor Salnichenko (KAZ), György Kun (HUN) |
| 6. August 2021 14:00 Uhr |                          |                      |                       | Tatsumi Water Polo Centre, Tokio Schiedsrichter: Viktor Salnichenko (KAZ), György Kun (HUN) |

| 6. August 2021 18:20 Uhr | Italien                          | 6:7                  | Vereinigte Staaten   | Tatsumi Water Polo Centre, Tokio Schiedsrichter: Sébastien Dervieux (FRA), Xevi Buch (ESP) |
| 6. August 2021 18:20 Uhr | meiste Tore: Figlioli, Renzuto 2 | (2:2, 1:3, 2:0, 1:2) | meiste Tore: Bowen 3 | Tatsumi Water Polo Centre, Tokio Schiedsrichter: Sébastien Dervieux (FRA), Xevi Buch (ESP) |
| 6. August 2021 18:20 Uhr |                                  |                      |                      | Tatsumi Water Polo Centre, Tokio Schiedsrichter: Sébastien Dervieux (FRA), Xevi Buch (ESP) |

#### Spiel um Platz 7
| 8. August 2021 9:30 Uhr | Montenegro            | 17:18 n. PSO              | Italien                | Tatsumi Water Polo Centre, Tokio Schiedsrichter: Viktor Salnichenko (KAZ), Sébastien Dervieux (FRA) |
| 8. August 2021 9:30 Uhr | meiste Tore: Ivović 6 | (2:3, 5:4, 4:5, 3:2, 3:4) | meiste Tore: Velotto 5 | Tatsumi Water Polo Centre, Tokio Schiedsrichter: Viktor Salnichenko (KAZ), Sébastien Dervieux (FRA) |
| 8. August 2021 9:30 Uhr |                       |                           |                        | Tatsumi Water Polo Centre, Tokio Schiedsrichter: Viktor Salnichenko (KAZ), Sébastien Dervieux (FRA) |

#### Spiel um Platz 5
| 8. August 2021 11:00 Uhr | Kroatien             | 14:11                | Vereinigte Staaten                                   | Tatsumi Water Polo Centre, Tokio Schiedsrichter: Alessandro Severo (ITA), György Kun (HUN) |
| 8. August 2021 11:00 Uhr | meiste Tore: Bukić 3 | (2:3, 4:2, 4:2, 4:4) | meiste Tore: Bowen, Hallock, Hooper, Irving, Obert 2 | Tatsumi Water Polo Centre, Tokio Schiedsrichter: Alessandro Severo (ITA), György Kun (HUN) |
| 8. August 2021 11:00 Uhr |                      |                      |                                                      | Tatsumi Water Polo Centre, Tokio Schiedsrichter: Alessandro Severo (ITA), György Kun (HUN) |

#### Spiel um Platz 3
| 8. August 2021 13:40 Uhr | Ungarn               | 9:5                  | Spanien                 | Tatsumi Water Polo Centre , Tokio Schiedsrichter: Arkady Voevodin (ROC), Georgios Stavridis (GRE) |
| 8. August 2021 13:40 Uhr | meiste Tore: Vámos 2 | (3:3, 2:2, 1:0, 3:0) | meiste Tore: Munárriz 2 | Tatsumi Water Polo Centre , Tokio Schiedsrichter: Arkady Voevodin (ROC), Georgios Stavridis (GRE) |
| 8. August 2021 13:40 Uhr |                      |                      |                         | Tatsumi Water Polo Centre , Tokio Schiedsrichter: Arkady Voevodin (ROC), Georgios Stavridis (GRE) |

#### Finale
| 8. August 2021 16:30 Uhr | Griechenland                                        | 10:13                | Serbien                                   | Tatsumi Water Polo Centre , Tokio Schiedsrichter: Michael Goldenberg (USA), Xevi Buch (ESP) |
| 8. August 2021 16:30 Uhr | meiste Tore: Fountoulis, Skoumpakis, Vlachopoulos 2 | (3:6, 4:2, 2:2, 1:3) | meiste Tore: Jakšić, Mandić, Prlainović 3 | Tatsumi Water Polo Centre , Tokio Schiedsrichter: Michael Goldenberg (USA), Xevi Buch (ESP) |
| 8. August 2021 16:30 Uhr |                                                     |                      |                                           | Tatsumi Water Polo Centre , Tokio Schiedsrichter: Michael Goldenberg (USA), Xevi Buch (ESP) |

## Abschlussplatzierungen
| Platz | Mannschaft         |
| ----- | ------------------ |
| 1     | Serbien            |
| 2     | Griechenland       |
| 3     | Ungarn             |
| 4     | Spanien            |
| 5     | Kroatien           |
| 6     | Vereinigte Staaten |
| 7     | Italien            |
| 8     | Montenegro         |
| 9     | Australien         |
| 10    | Japan              |
| 11    | Kasachstan         |
| 12    | Südafrika          |